# Xã Lykens, Quận Dauphin, Pennsylvania
Xã Lykens (tiếng Anh: Lykens Township) là một xã thuộc quận Dauphin, tiểu bang Pennsylvania, Hoa Kỳ. Năm 2010, dân số của xã này là 1.618 người.